# صدفة تلاقينا (مسلسل إذاعي)
صدفة تلاقينا هو مسلسل اذاعي كويتي كوميدي، من تأليف سمير القلاف، ومن إخراج خالد المفيدي، ومن إنتاج إذاعة دولة الكويت، ومن بطولة حياة الفهد، سعاد عبد الله، عبد الإمام عبد الله، دخيل الدخيل، علي البريكي، عصرية الزامل، صادق الدبيس، عبير الجندي، غادة السني، ومجموعه من النجوم. وهو متكون من 30 حلقة ومدة الحلقة الواحدة 20 دقيقة.